# Roxana Briban
Roxana Briban (Bucarest, 28 de octubre de 1971 – 20 de noviembre de 2010) fue una soprano rumana.

## Biografía
Briban se interesó por la música a los seis años, cuando comenzó a cantar y a tocar el violín. Pronto se convirtió en solista del Coro Infantil de la Radio Rumana e hizo más de 300 conciertos en Rumania y en el extranjero. Fue al Conservatorio George Enescu de Bucarest pero lo abandonó en 1995. Después de graduarse en la Universidad Nacional de Música Bucarest, Briban recibió premios del Fórum Musical Rumano y la Sociedad Rumana de Radiodifusión (SRR).
Debutó como solista en la Ópera nacional de Bucarest en 2000 como la condesa de Las bodas de Fígaro de Mozart. Hizo su debut internacional como Micaëla en Carmen de Bizet en la Ópera Estatal de Viena en 2003 y continuó apareciendo allí hasta el final de la temporada de 2009-2010, con papeles en Don Giovanni como Donna Elvira, Mimi en La Bohème, Cio-Cio San en "Madama Butterfly", Amelia Grimaldi en Simon Boccanegra, Tatiana en Eugene Onegin. También actuó en la Volksoper de Viena, Deutsche Oper Berlin, el Teatro del Capitolio de Toulouse, el Teatro Municipal de Santiago de Chile y Stopera de Ámsterdam.
El matiz lírico spinto de la voz de Briban le permitió hacer gran variedad de personajes como los de Leila en Los pescadores de perlas, Micaëla en Carmen, Elena y Margherita en Mefistófeles, o la condesa en Las bodas de Fígaro, Donna Elvira y Donna Anna en Don Giovanni y Violetta Valéry en La Traviata, Alice Ford en Falstaff, Amelia Grimaldi en Simon Boccanegra y Aida en Aida, Elisabetta de Valois en Don Carlo, Leonora en Il Trovatore así como también de Mimi en La Bohème y Cio-Cio San en Madama Butterfly. 
Entre su repertorio vocal sinfónico se encuentran obras de Bach, Handel, Beethoven, Brahms, Mendelssohn, Mahler, Shostakovich y Hindemith. Su última actuación fue en el Palacio Real de Varsovia, donde hizo un recital en la celebración del Día Nacional de Rumanía el 1 de diciembre de 2009.

## Muerte
Briban se suicidó el 20 de noviembre de 2010, a los 39 años, después de un período de depresión causada, según su esposo Alexandru Briban, con quien se casó en 1997, por la terminación de su contrato con la Ópera Nacional de Bucarest en junio de 2009. Afirmó que ella había intentado suicidarse en otras ocasiones y que había estado recibiendo tratamiento.